# Cratere Evans
Evans è un cratere lunare di 69,4 km situato nella parte sud-orientale della faccia nascosta della Luna, a sud-sudovest dell'immenso cratere Hertzsprung, all'interno del confine della regione coperta dai materiali espulsi (ejecta) del bacino da impatto.
I materiali dell'ejecta hanno inondato il bordo settentrionale e la parte nord del fondo di Evans. Il bordo meridionale non è altrettanto danneggiato, anche se è irregolare, eroso e un paio di crateri minori sono sovrapposti ad esso. La parte più integra del bordo è nella zona sud orientale.
Il cratere è dedicato all'archeologo britannico Arthur Evans.

## Crateri correlati
Alcuni crateri minori situati in prossimità di Evans sono convenzionalmente identificati, sulle mappe lunari, attraverso una lettera associata al nome.
| Evans | Coordinate             | Diametro (in km) |
| ----- | ---------------------- | ---------------- |
| Q     | 11°12′36″S 136°18′00″W | 138,41           |